# Haïti op de Olympische Zomerspelen 1992
Haïti nam deel aan de Olympische Zomerspelen 1992 in Barcelona, Spanje. Er werden geen medailles gewonnen.

## Deelnemers en resultaten per onderdeel

### Atletiek
| Olympiër          | Discipline   | Resultaat | Prestatie              |
| ----------------- | ------------ | --------- | ---------------------- |
| Claude Roumain    | 100m (m)     | 63e       | serie 1: 8ste in 11,07 |
| Claude Roumain    | 200m (m)     | 75e       | serie 11: 6de in 22,51 |
| Dieudonné LaMothe | marathon (m) | 76e       | 2:33.11                |

### Judo
| Olympiër          | Discipline | Resultaat | Prestatie                                                     |
| ----------------- | ---------- | --------- | ------------------------------------------------------------- |
| Caleb Jean        | -65kg (m)  | 24e       | 1ste ronde: W van KEN Momanyi 2de ronde: V van MGL Maralgerel |
| Rubens Joseph     | -71kg (m)  | 22e       | 1ste ronde: vrij 2de ronde: V van ITA Sulli                   |
| Jean Alix Holmand | -78kg (m)  | 22e       | 1ste ronde: vrij 2de ronde: V van KOR Byung                   |
| Hermate Souffrant | -86kg (m)  | 21e       | 1ste ronde: vrij 2de ronde: V van GBR White                   |
| Parnel Legros     | -95kg (m)  | 21e       | 1ste ronde: vrij 2de ronde: V van ROU Ivan                    |

Albanië · Algerije · Amerikaanse Maagdeneilanden · Amerikaans-Samoa · Andorra · Angola · Antigua en Barbuda · Argentinië · Aruba · Australië · Bahama's · Bahrein · Bangladesh · Barbados · België · Belize · Benin · Bermuda · Bhutan · Bolivia · Bosnië en Herzegovina · Botswana · Brazilië · Britse Maagdeneilanden · Bulgarije · Burkina Faso · Canada · Centraal-Afrikaanse Republiek · Chili · China · Chinees Taipei · Colombia · Congo-Brazzaville · Cookeilanden · Costa Rica · Cuba · Cyprus · Denemarken · Djibouti · Dominicaanse Republiek · Duitsland · Ecuador · Egypte · El Salvador · Equatoriaal-Guinea · Estland · Ethiopië · Fiji · Filipijnen · Finland · Frankrijk · Gabon · Gambia · Gezamenlijk team · Ghana · Grenada · Griekenland · Groot-Brittannië · Guam · Guatemala · Guinee · Guyana · Haïti · Honduras · Hongarije · Hongkong · Ierland · IJsland · India · Indonesië · Irak · Iran · Israël · Italië · Ivoorkust · Jamaica · Japan · Jemen · Jordanië · Kaaimaneilanden · Kameroen · Kenia · Koeweit · Kroatië · Laos · Lesotho · Letland · Libanon · Libië · Liechtenstein · Litouwen · Luxemburg · Madagaskar · Malawi · Malediven · Maleisië · Mali · Malta · Marokko · Mauritanië · Mauritius · Mexico · Monaco · Mongolië · Mozambique · Myanmar · Namibië · Nederland · Nederlandse Antillen · Nepal · Nicaragua · Nieuw-Zeeland · Niger · Nigeria · Noord-Korea · Noorwegen · Oeganda · Oman · Oostenrijk · Pakistan · Panama · Papoea-Nieuw-Guinea · Paraguay · Peru · Polen · Portugal · Puerto Rico · Qatar · Roemenië · Rwanda · Saint Vincent‑Grenadines · Salomonseilanden · Samoa · San Marino · Saoedi-Arabië · Senegal · Seychellen · Sierra Leone · Singapore · Slovenië · Soedan · Spanje · Sri Lanka · Suriname · Swaziland · Syrië · Tanzania · Thailand · Togo · Tonga · Trinidad en Tobago · Tsjaad · Tsjecho-Slowakije · Tunesië · Turkije · Uruguay · Vanuatu · Venezuela · Verenigde Arabische Emiraten · Verenigde Staten · Vietnam · Zaïre · Zambia · Zimbabwe · Zuid-Afrika · Zuid-Korea · Zweden · Zwitserland · Onafhankelijke olympische deelnemers